# IC 2377
IC 2377 — галактика типу SB0-a (компактна витягнута галактика) у сузір'ї Корма.
Цей об'єкт міститься в оригінальній редакції індексного каталогу.